# Agustín Bisio
Agustín Ramón Bisio Bisio (Rivera, 1 de febrero de 1894 - Rivera, 23 de julio de 1952) fue un poeta uruguayo, autor de Brindis agreste (1947) y uno de los pioneros en escribir en portuñol.

## Biografía
Nació en 1894 cerca del Paso de Castro sobre el arroyo Cuñapirú, en lo que en ese entonces era la entrada a la ciudad de Rivera, fronteriza con Brasil. Allí vivían sus padres Juan Bisio Repetto y Rosa Bisio Repetto, chacreros e inmigrantes italianos de Génova, primos hermanos entre sí que tuvieron cuatro hijas más: Remigia, Teresa, Victoria y María. Esa zona se urbanizó y es conocida como Barrio Bisio. 
Curso estudios en la Facultad de Agronomía de la Universidad de la República en Montevideo. Quedó a una materia de recibirse como ingeniero agrónomo pero no la aprobó por diferencias con un profesor.
En 1947 obtuvo el premio Remuneración literaria del Ministerio de Instrucción Pública por su libro de poesía Brindis agreste, que incluye su poema más conocido, Caminitos de tierras coloradas, musicalizado por Alán Gómez. Fue una de las primeras obras que se publicó con expresiones en portuñol, una lengua de frontera que mezcla expresiones del español y del portugués. Sus poemas se caracterizan por la temática fronteriza, gauchesca y campesina y por el vocabulario utilizado en la frontera entre Brasil y Uruguay. Carlos Zum Felde, hermano de Alberto Zum Felde, calificó a este libro como obra de poesía fronteriza.
Colaboró con poemas publicados bajo seudónimo en los diarios El Día, La Razón y La Democracia. También realizó trabajos de escultura en madera.
Fue varias veces elegido edil departamental en Rivera y el iniciador de un museo Indio, también conocido como museo Bisio, cuya colección se encuentra en la escuela 112 de Rivera que lleva su nombre.